# Paradoks Epimenidesa

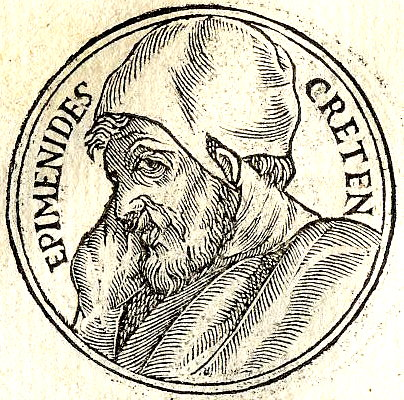
XVI-wieczna rycina (ze zbioru Promptuarii Iconum Insigniorum), przedstawiająca Epimenidesa.

Paradoks Epimenidesa – paradoks samoodniesienia (pokrewny paradoksowi kłamcy), nazwany imieniem na wpół legendarnego greckiego filozofa i poety Epimenidesa z Krety.

## Brzmienie paradoksu
Epimenides z Krety mówi "wszyscy Kreteńczycy to kłamcy", ale sam Epimenides także jest Kreteńczykiem, więc i on jest kłamcą. Ale jeśli jest kłamcą, to mówi nieprawdę, więc Kreteńczycy są prawdomówni; ale Epimenides jest Kreteńczykiem, więc mówi prawdę; dlatego Kreteńczycy są kłamcami, podobnie jak Epimenides i w konsekwencji jego słowa są kłamstwem. W ten sposób możemy na zmianę udowadniać, że Epimenides i Kreteńczycy są prawdomówni lub nie.

## Pochodzenie frazy
W starożytności utrzymywano, że na Krecie znajduje się grób Zeusa. Idea grobu boga wydawała się Grekom wewnętrznie sprzeczna, co przyczyniło się do złej opinii o prawdomówności Kreteńczyków.

Opinię tę wyraził w jednym ze swoich utworów Epimenides, wkładając ją w usta mitycznego władcy Krety, Minosa:
Ukształtowany został grobowiec dla Ciebie, jedyny święty i potężny.
Kreteńczycy zawsze kłamcy, wstrętne bestie, brzuchy bezczynne.
Ale nie jesteś martwy: żyjesz i będziesz trwać na zawsze,
W tobie żyjemy, poruszamy się i jesteśmy.
Stwierdzenie Epimenidesa znalazło się także w hymnie Kallimacha z III w. p.n.e., poświęconym Zeusowi:
Zeusie, jedni wszak twierdzą, żeś zrodził się w Górach Idajskich
inni znów, że w Arkadii. Którzy z nich, ojcze, są w błędzie?
„Zawsze kłamią na Krecie!” I grób twój wznieśli, o panie
Kreteńczycy, a ty nie umarłeś, ty zawsze żyć będziesz.